# Polissoir de Grimery
Le polissoir de Grimery (ou polissoir des Sept coups d'épée) est situé à Buno-Bonnevaux, dans le département français de l'Essonne.

## Protection
Découvert en 1885, le polissoir est inscrit comme monument historique depuis 1980.

## Caractéristiques

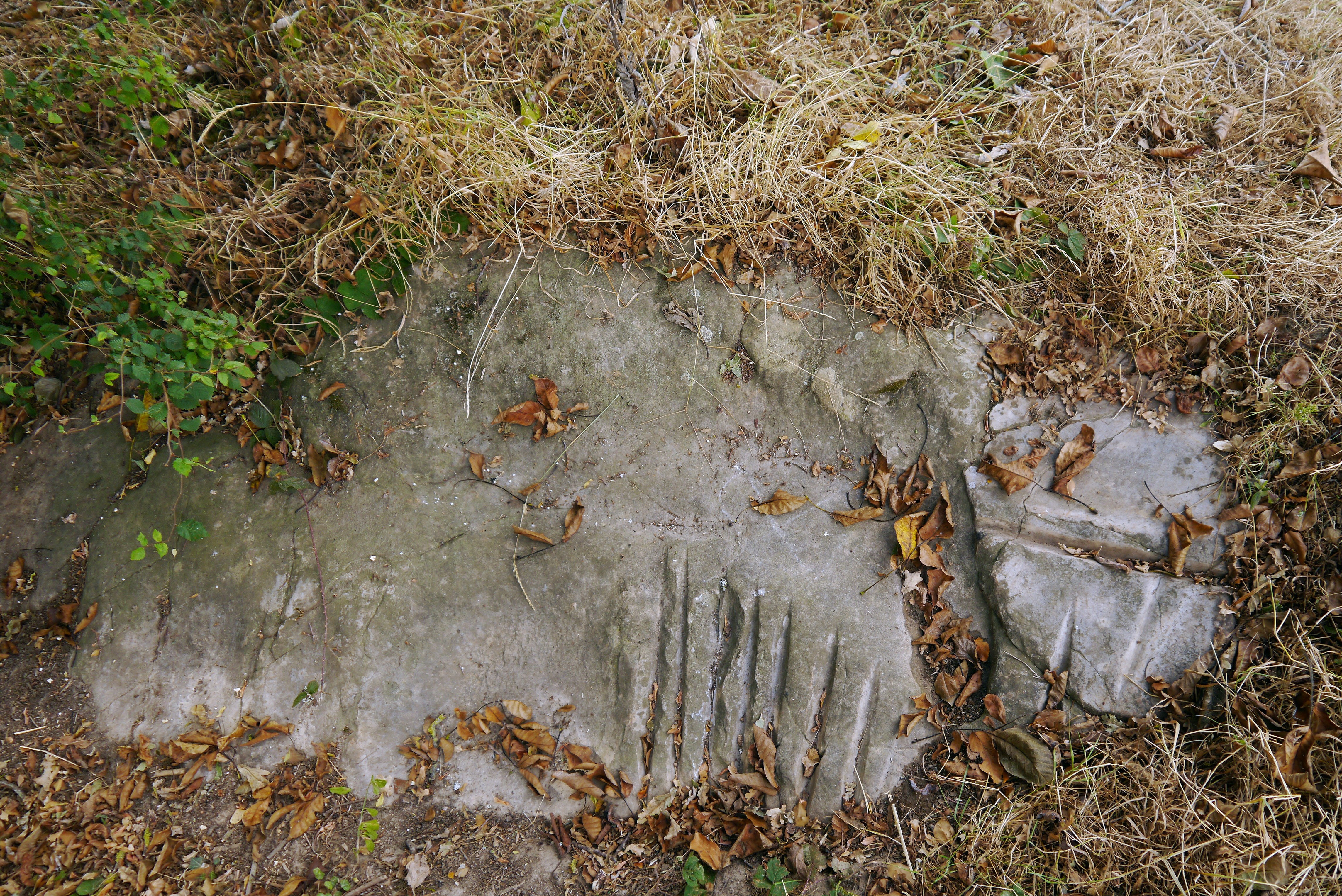
Vue des entailles marquant la surface du polissoir.

Le polissoir de Grimery est une dalle de grès, placée au coin d'un bois en bordure d'un champ, sur le plateau surplombant la vallée de l'Essonne, à l'est. Il occupe un emplacement sur la commune de Buno-Bonnevaux, dans le sud-est du département de l'Essonne
Il s'agit d'une dalle de grès de Fontainebleau de 3 m de longueur sur 1,20 m de largeur posée au ras du sol. Sa surface présente huit rainures parallèles sur le rebord sud côté droit. Trois autres rainures, non parallèles, sont visibles dans le coin inférieur droit. Ces entailles lui ont valu le nom de « polissoir des Sept coups d'épée de Roland ». La dalle comporte aussi huit surfaces de polissage (2 petites à l'extrémité gauche, 4 au centre, 2 sur le côté droit). 
Un second polissoir, situé à l'origine environ 40 m, également dénommé Polissoir des Sept coups d'épée a depuis été déplacé à côté de l'église de la commune.